# Kissel Gold Bug
Pour les articles homonymes, voir Kissel (homonymie), Gold et Bug.
 (juin 2023).
La Kissel Gold Bug est une voiture de sport speedster du constructeur automobile américain Kissel Motor Car Company (en), présentée au Chicago Auto Show (en) de 1919 et produite à une 100e d'exemplaires jusqu'en 1927.

## Histoire
Ce modèle de voiture de sport de la fin de la Première Guerre mondiale, inspiré des modèles Skiff-runabout de l'époque, et surnommé Gold Bug speedster, est un des modèles les plus populaires de la marque Kissel de Hartford dans le Wisconsin,.

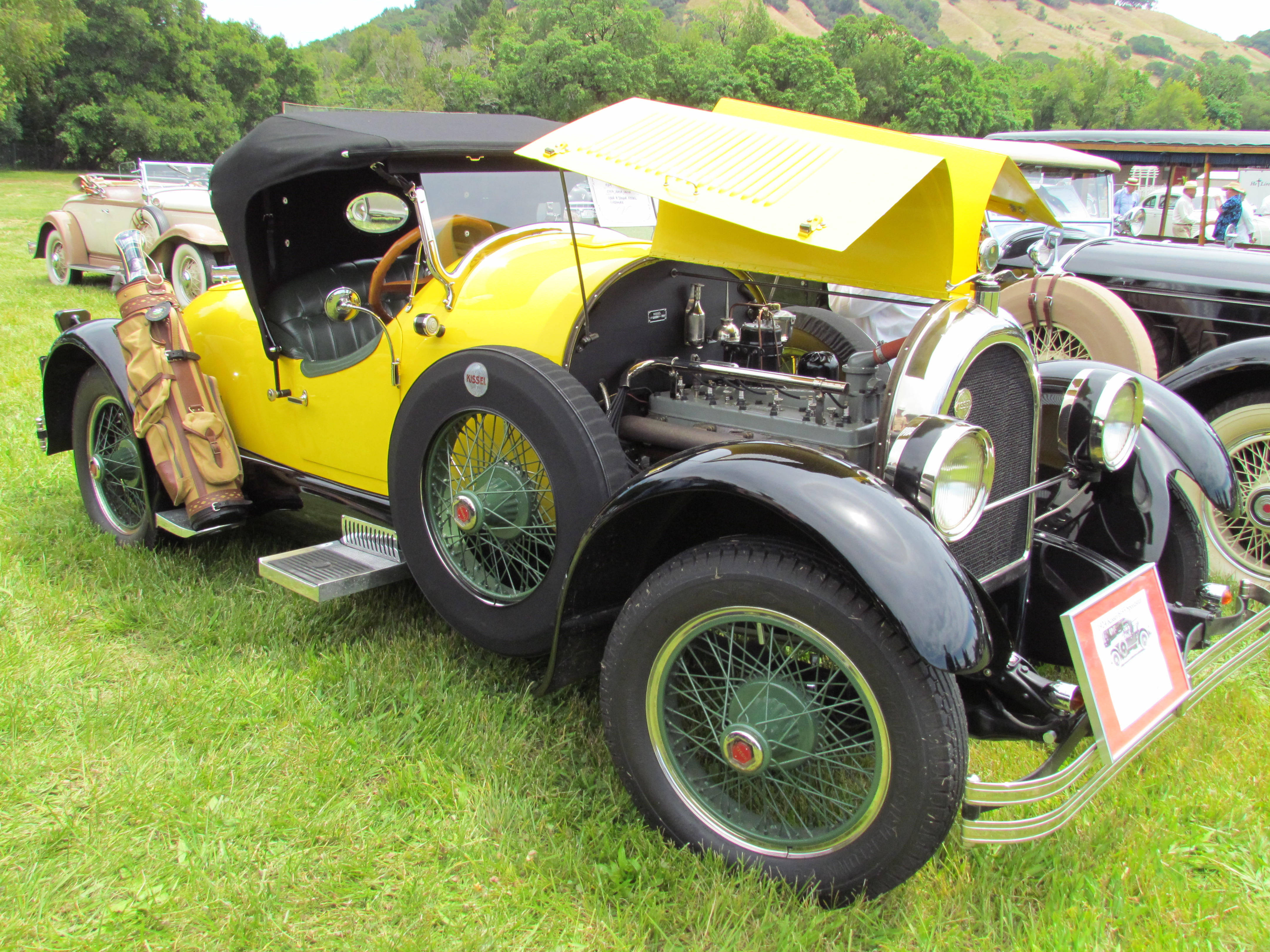
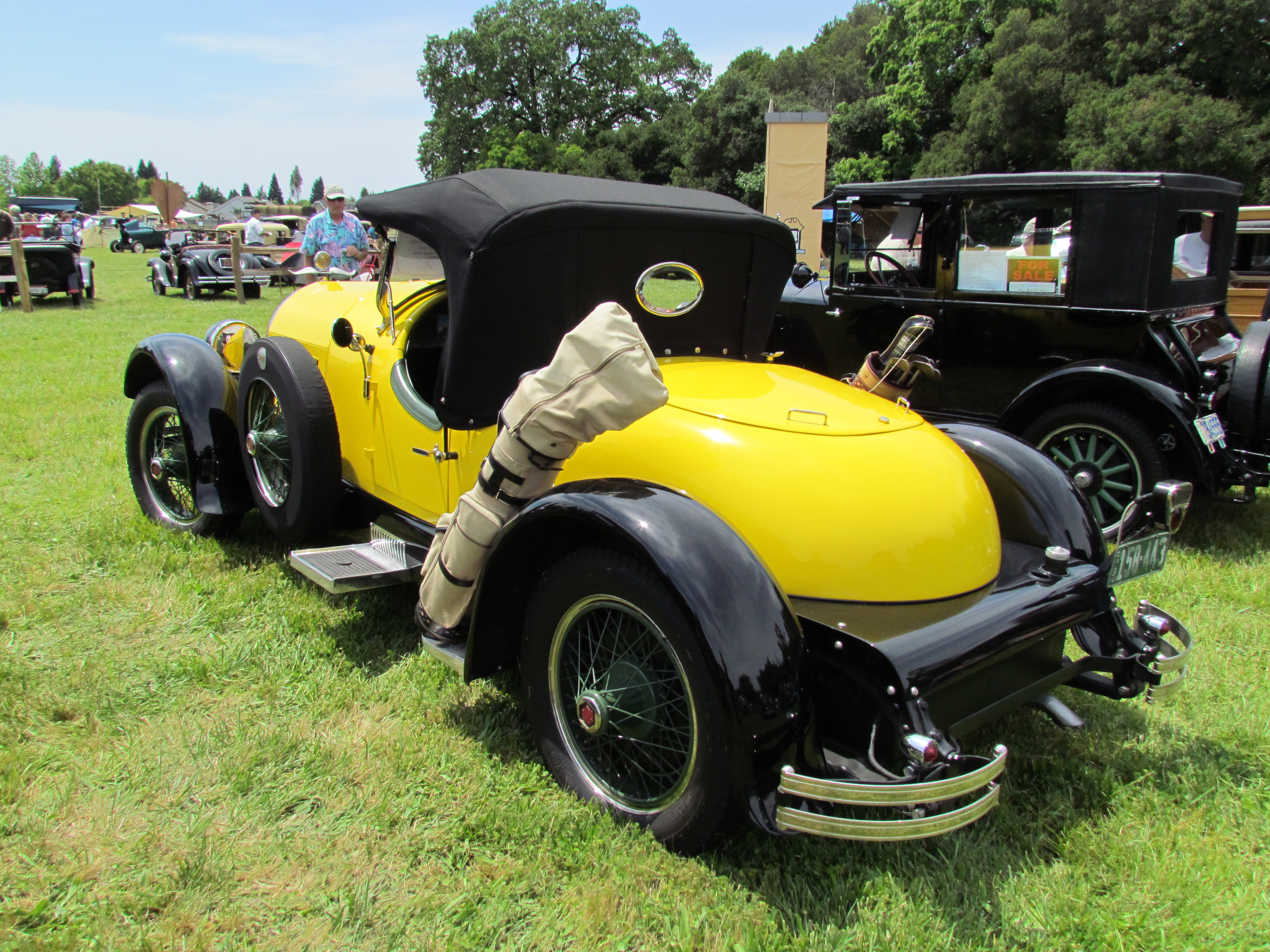

Motorisée par un moteur 6 cylindres en ligne de la marque de 4,3 L de 55 ch,,,, elle rivalise entre autres avec des Duesenberg Model A, Packard Single Six, Bentley 3 Litre, Hispano-Suiza H6, Delage Type CO, Avions Voisin C3 « Strasbourg », Bugatti Brescia, ou Sandford cyclecar de l'époque...

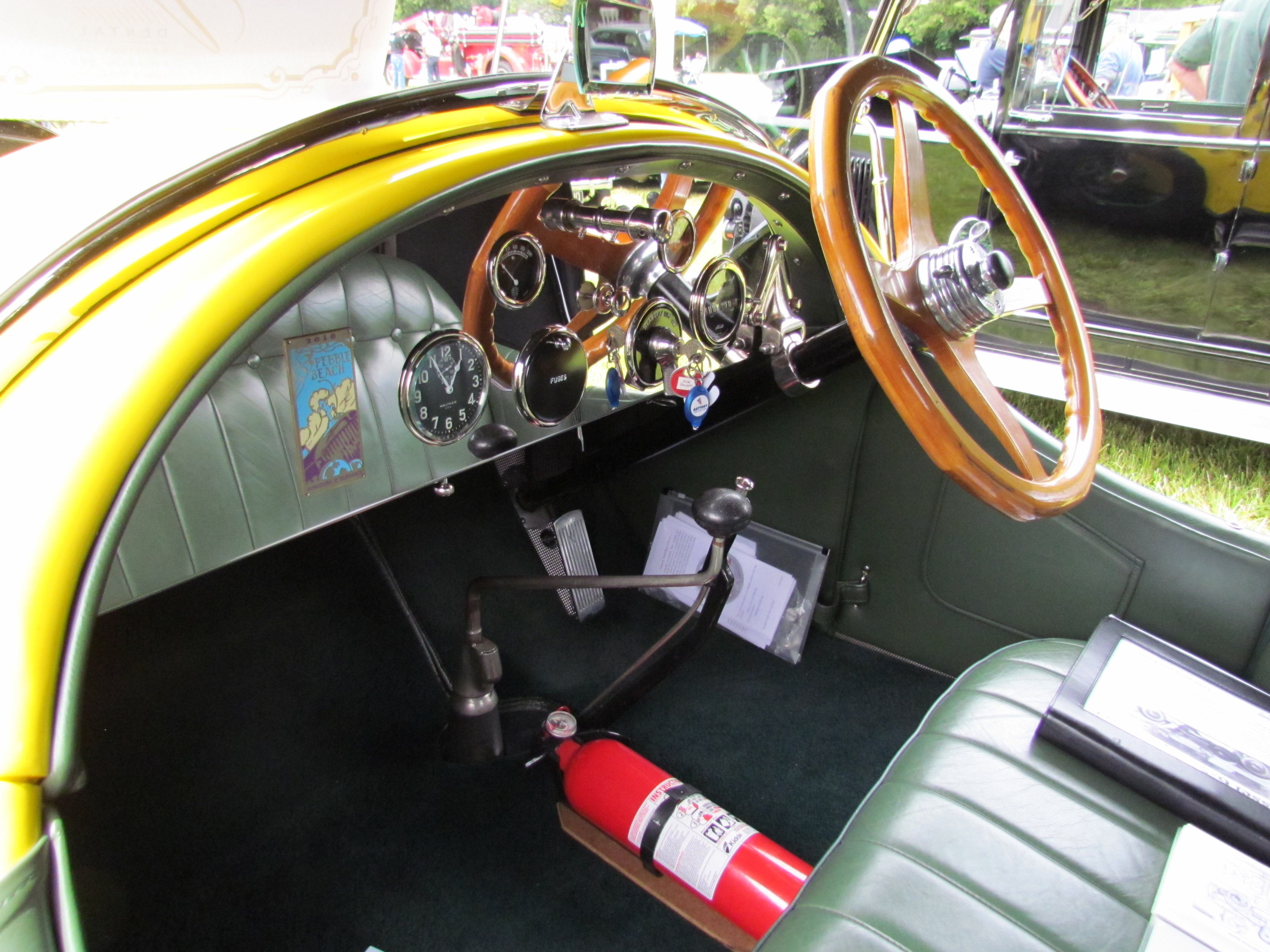
Tableau de bord
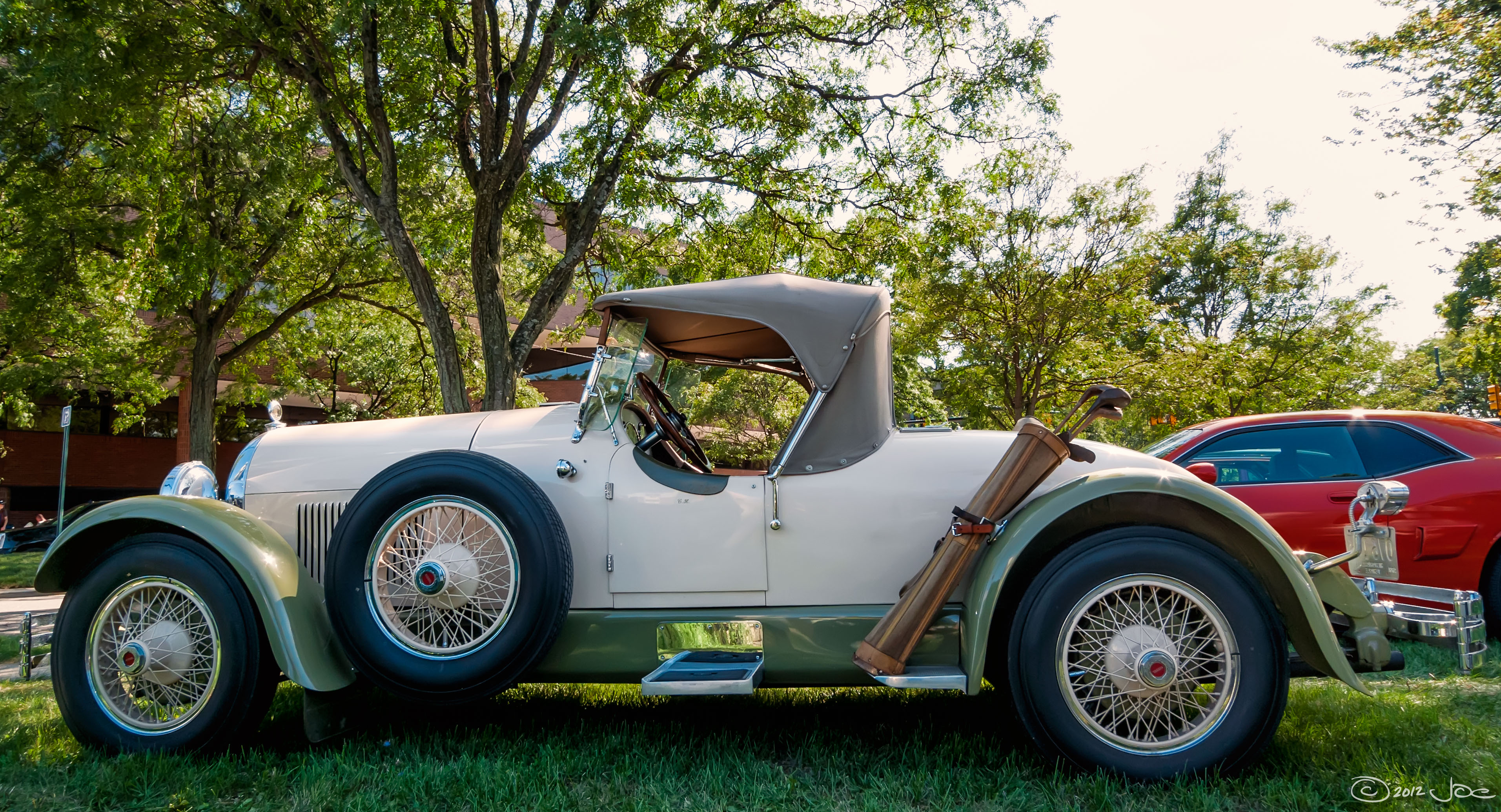
Kissel White Eagle Speedster (1927)

Une évolution Kissel White Eagle Speedster de 1927 lui succède, avec un moteur de 8 cylindres en ligne Lycoming de 4,9 L et 65 chevaux.

## Au cinéma
- 1956 : Tu seras un homme, mon fils, de George Sidney[9].

## voir aussi
- Histoire de l'automobile
- Chronologie de l'automobile